# Okręg wyborczy Austria
Okręg wyborczy Austria – okręg wyborczy do Parlamentu Europejskiego obejmujący całość terytorium Austrii. Został utworzony przed wyborami do PE w 1996, które były pierwszymi po przystąpieniu Austrii do Unii Europejskiej. Począwszy od wyborów w roku 2014 będzie liczył 18 mandatów. Wybory przeprowadzane są z zastosowaniem ordynacji proporcjonalnej i metody D’Hondta. Obowiązuje próg wyborczy na poziomie 4%.